# Skotøy
Skotøy ou Skotøya est une île norvégienne du comté de Hordaland appartenant administrativement à Os.

## Description
Rocheuse et couverte d'arbres, elle s'étend sur environ 824 m de longueur pour une largeur approximative de 445 m. Elle compte de nombreuses habitations.